# Sabine Pollak

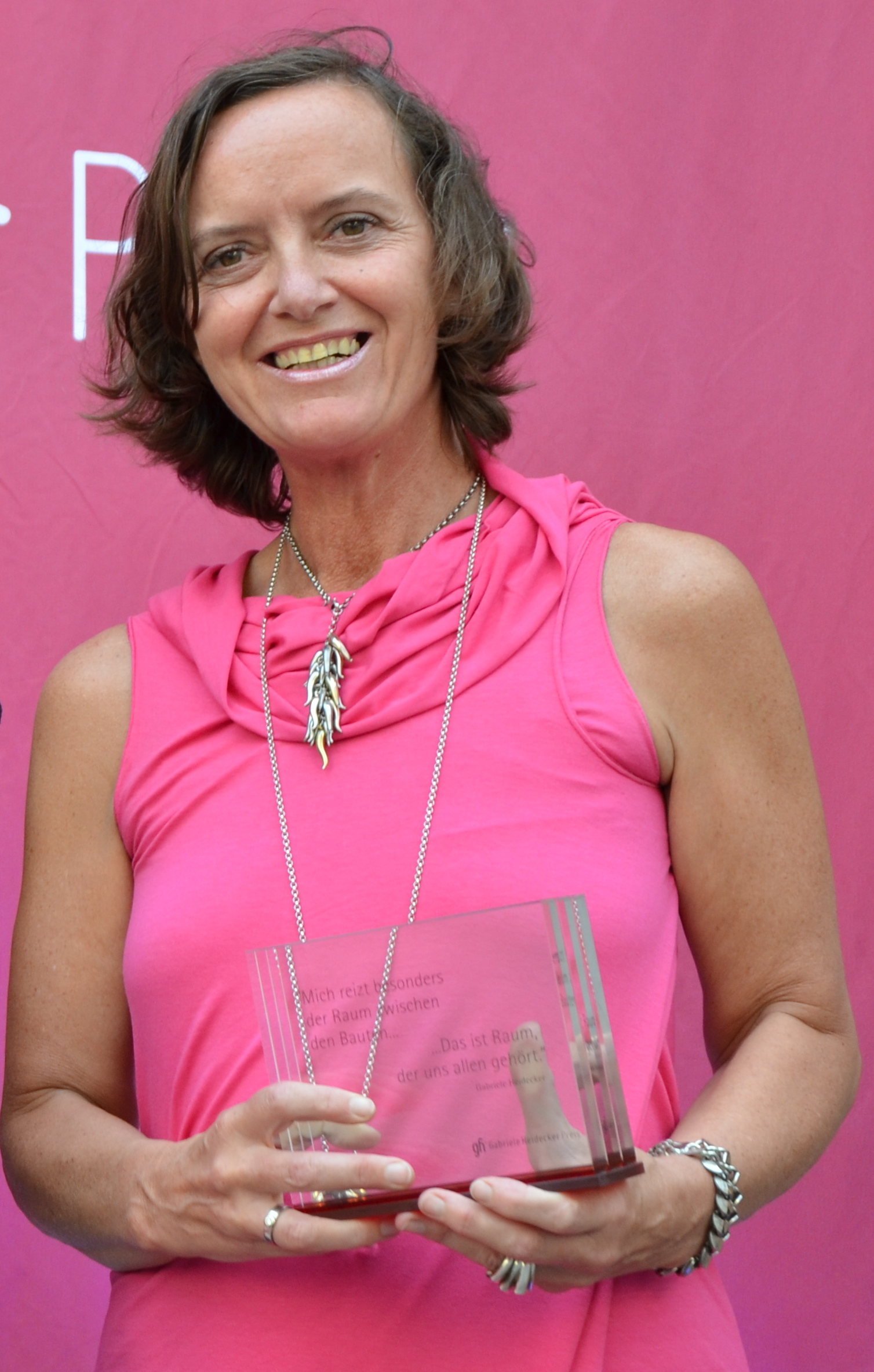
Sabine Pollak, 2012

Sabine Pollak (* 23. September 1960 in Graz) ist eine österreichische Architektin und Architekturtheoretikerin.
Sie lebt und arbeitet in Wien und Linz. Gemeinsam mit Roland Köb führt sie das Architekturbüro Köb&Pollak Architektur in Wolfurt und Wien. Seit 2008 leitet sie die Abteilung Urbanistik an der Kunstuniversität Linz. Ihre Arbeits- und Forschungsschwerpunkte liegen in den Bereichen Genderforschung, Urbanistik, Wohnbau und Architekturtheorie.
Zudem war sie als Kuratorin, Moderatorin und Organisatorin tätig.

## Leben
Sabine Pollak studierte von 1978 bis 1988 Architektur an der TU Graz, der Universität Innsbruck und der TU Wien. 1995 promovierte sie an der TU Wien mit der Arbeit „Programme und Strategien in der Architektur von der Renaissance bis zum Dekonstruktivismus“ mit Auszeichnung.
Seit 1995 ist Sabine Pollak Partnerin im Architekturbüro Köb&Pollak Architektur, Wolfurt und Wien, gemeinsam mit Roland Köb.
Von 1989 bis 2008 war Pollak als Ao. Univ.-Professorin an der TU Wien, Abteilung Wohnbau und Entwerfen tätig.
1993 bis 2002 hielt sie Gastworkshops an der Bauhaus-Universität Weimar, am Politecnico di Milano, an der Akademie der Bildenden Künste Wien und hatte eine Gastprofessur an der University of Michigan, USA.
2003 folgte die Habilitation für das Fach „Wohnbau“ mit der Arbeit „Schlaflos. Weiblichkeit und der Prozess der Raumleerung im Wohnen“.
2005 war sie Lehrbeauftragte an der Kunstuniversität Linz, 2006 Lehrbeauftragte an der Universität Salzburg und ab 2008 Ordinaria für Städtebau an der Kunstuniversität Linz.

## Werke
Köb&Pollak Architektur
- BOA 22 – Bauträgerwettbewerb, 1. Preis. 78 neue Wohnungen für neue Wohn- und Lebensformen. Gemeinsam mit Alexander Schmöger
- [ro*sa] 22 - Frauenwohnprojekt [ro*sa Donaustadt], Wien 22. 45 Wohnungen für integratives und generationsübergreifendes Wohnen für Frauen. Genossenschaft der Privatangestellten GPA – WBV Bauträger. Fertigstellung 2009.[2]
- STADT 12 – Blocksanierung Fockygasse, Wien 12. Städtebauliche Studie zur Neustrukturierung eines Quartiers von 9 Baublöcken in Wien. Im Auftrag des Wohnfonds Wien, als ARGE Köb&Pollak/Klaus Rainer, fertiggestellt Jänner 2008.
- DAS ANDERE DER STADT – Stadtforschungsprojekt über einen Stadtteil in Wien 11. Im Auftrag der Stadt Wien, 2006 und 2007.
- Betreubares Wohnen für Senioren als Modellversuch in Spillern/NÖ. 16 Wohneinheiten und Gemeinschaftseinrichtungen. Gemeinnützige Wohnbaugenossenschaft gebös, Baubeginn März 2010.
- BIO – ARA – Biologische Kläranlage für die Metallveredelungsfirma Collini, Hohenems/Vorarlberg. Fertiggestellt 2007.
- BIS AN DIE GRENZE – Urbane Studie über neue Siedlungsstrukturen im Grenzland von Niederösterreich, 2005 und 2006.
- 1/4 4 – Urbane Studie für einen Stadtteil in Wien 4. Beauftragt durch die Stadt Wien.
- TWG – Therapeutische Wohngemeinschaft Ebenfurth/NÖ. Wohnen für Therapeuten und Jugendliche als Modellversuch. 6 Apartments und Wohnhaus, fertiggestellt 2006.[3]
- SPANGE – Produktionshalle Firma Collini, Hohenems 2003.[4] Bürogebäude Firma Collini, Hohenems 2002. Aufstockung eines bestehenden Firmengebäudes durch eine abgehängte Röhre.[5] Haus S. – Umbau und Erweiterung eines Siedlungshauses der Zwischenkriegszeit Haus S., Graz Puntigam 2002.[6] haus K. – Einfamilienhaus Haus K., Wolfurt/Vorarlberg 2001.

## Publikationen (Auswahl)
- Bauen und Wohnen. Binnenkolonialisierung und totale Planung, amerikanischer Bungalow und partizipativer Wohnbau. In: Niederösterreich im 20. Jahrhundert, Band 3 Kultur. Böhlau Verlag, Wien 2008.
- Das Andere der Stadt. Projektion Simmering. Gemeinsam mit Bernhard Eder und Katharina Urbanek. Facultas 2007, ISBN 978-3-7089-0097-1.[7]
- Frauenräume. Versuch einer Verankerung. In: Gender Housing. geschlechtergerechtes Bauen, Wohnen, Leben. Studien Verlag, Innsbruck 2007.
- Bis an die Grenze. Projekte, Skizzen und Szenarien für drei Grenzorte. Sonderzahl, 2007, ISBN 978-3-85449-271-9.
- Schaufenster Fels. Abteilung Wohnbau und Entwerfen, TU Wien, Wien 2006, ISBN 3-902422-13-0.
- Experiment Fels. Abteilung Wohnbau und Entwerfen, TU Wien, Wien 2005, ISBN 3-902422-11-4.
- Erlerntes Glück im Wohnen. Die Vermittlung einer neuen Wohnkultur der 1950er Jahre aus genderspezifischer Sicht. In: Andrea Euler (Red.): Wie wir wohn(t)en. Alltagskultur seit 1945. Bibliothek der Provinz, Linz 2005.
- Bilder sozialer Dichte. Eine Neuinterpretation dörflicher Strukturen als Wohnform für ältere Menschen. In: Altern. Zoll +. Textedition österreichischer Landschaftsplanung und Landschaftsökologie. Heft 5, Wien, Dez. 2004.
- Weiblichkeit, eine Absenz. Mythen von Modernität und Befreiung am Beginn des 20. Jahrhunderts. In: Ida Schillen u. a. (Hrsg.): FreiRäume. Streitschrift der feministischen Organisation von Planerinnen und Architektinnen. Band 11, FOPA, Berlin 2004.
- Leere Räume. Weiblichkeit und Wohnen in der Moderne. Sonderzahl, Wien 2004, ISBN 3-85449-220-0.
- Schlaflos. Bildkonstruktion und Geschlecht im Glashaus. In: Irene Nierhaus, Felicitas Konecny (Hrsg.): Räumen. Selene, Wien 2003.
- Identitäten. In: S. Pollak (Hrsg.): Wohnmatrix. Inst. F. Wohnbau, TU Wien, Wien 2003.
- Culture of living. The concept of private living, living in general and the culture of living. Transgressions of this concept and possible future cultures of living. In: R. Rizzi (Ed.): Culture of Living. La Triennale di Milano, 2003.
- In nächster Nähe. Ein Handbuch zur Siedlungskultur in Niederösterreich. Publikation der Niederösterreichischen Landesregierung und ORTE. architekturnetzwerk niederösterreich, St. Pölten 2002.
- Private Space. Eigenverlag, Wien, 2000.
- Körperbilder. Querschnitt 02, wit-Verlag, Wien 1998.
- Intensiv: Topogenesis und Just alive. Zur Ausstellung im Wittgensteinhaus, Architekturjournal Wettbewerbe 6/7, Wien 1998, gem. mit Paul Rajakovics.
- 2000 +. Eigenverlag, Wien 1997.
- Körperpraktiken – Codierungen der Technokultur. In: Gerd Zimmermann (Hrsg.): Als ob – As if – Fiktion in der Architektur. Verso-Verlag, Weimar 1996.
- Körper. HDA Dokumente, Verlag Haus der Architektur, Graz 1995.